# Ennumennet
Ennumennet är en ö i Marshallöarna.   Den ligger i kommunen Kwajalein, i den nordvästra delen av Marshallöarna, 500 km nordväst om huvudstaden Majuro. Arean är 0,12 kvadratkilometer.
Terrängen på Ennumennet är platt.